# 형법 제7조 위헌소원
형법 제7조 위헌소원(2013헌바129)은 외국형량의 구금일수를 일부 산입하지 않는 것이 헌법불합치라는 결정이다. 대한민국 형법 제7조가 이후 개정되어 외국형량을 모두 산입하도록 개정되었다.

## 여파
현행 판례에 따르면 외국에서 무죄를 받고 동일범죄로 한국에서 유죄 판결받은 경우 구금일수가 산립되지 않는다.
- 서울중앙지방법원 2016. 11. 8. 선고 2016고합587 판결
- 서울고등법원 2017. 4. 21. 선고 2016노3678 판결
- 대법원 2017.8.24.선고 2017도5977 전원합의체

## 참고 문헌
판결선고전 구금일수의 일부산입 사건(2007헌바25)